# Milliarden Jahre vor dem Weltuntergang
Milliarden Jahre vor dem Weltuntergang, auch Eine Milliarde Jahre vor dem Weltuntergang (OT: russisch За миллиард лет до конца света Sa milliard let do konza sweta), ist ein 1977 veröffentlichter Science-Fiction-Roman von Arkadi und Boris Strugazki. Der Roman erschien auf Deutsch in der Übersetzung von Welta Ehlert zuerst 1980 im Verlag Volk und Welt in der DDR und ein Jahr später in der BRD bei Heyne. 1986 kam er bei Suhrkamp heraus.

## Inhalt
Während eines heißen Sommers steht der Astrophysiker Maljanow in einem Hochhaus im Leningrad der 1970er Jahre mit seiner Arbeit über Die Wechselwirkung der Sterne und der diffusen Materie kurz vor dem Durchbruch. Von der Vollendung wird er jedoch durch eine Reihe ungewöhnlicher Ereignisse abgehalten: Er erhält eine nicht bestellte Lieferung bereits bezahlter Delikatessen; eine attraktive Unbekannte, die behauptet, eine Schulfreundin seiner Frau zu sein, steht vor der Tür und verbringt die Nacht in seiner Wohnung; sein Nachbar, der für ein Geheimprojekt der Regierung arbeitet, begeht Selbstmord oder wird ermordet; Maljanow wird von der Polizei vernommen und verdächtigt.
Maljanow erfährt von einigen bekannten Wissenschaftlern aus anderen Fachrichtungen, dass diese ebenfalls, teils durch noch drastischere und absurdere Maßnahmen, von ihrer Arbeit abgehalten werden. Steckt hinter diesen Vorgängen eine außerirdische Superzivilisation oder der seit Urzeiten existierende Geheimbund der Neun, die beide den Fortschritt der Menschheit aufhalten wollen?
Sein Nachbar, der Mathematiker Wetscherowski, vermutet, dass durch das zunehmende Wissen der Menschheit in ferner Zukunft das homöostatische Weltgebäude, das Gleichgewicht zwischen zunehmender Vernunft und nichtabnehmender Entropie bedroht werde, und die jetzigen Ereignisse seien die erste Reaktion des Weltgebäudes auf die Gefahr, die Menschheit könnte sich in eine Superzivilisation verwandeln. Das Weltgebäude setzt sich zu Wehr.
Unter dem zunehmenden Druck beenden die Wissenschaftler aus unterschiedlichen Gründen ihre Forschungen, nur Wetscherowski, der dies für ein Naturgesetz hält, das erforscht und dann genutzt werden soll, kapituliert nicht. Mit den Arbeiten der anderen will er allein in der Einsamkeit des Pamir gegen das Universum kämpfen.

## Form
Der Roman lässt sich aufgrund des geringen Umfangs und der Konzentration auf die Figur Maljanow innerhalb der russischen Literatur den Powesti zuordnen.
Die einzelnen Kapitel und Unterkapitel beginnen bzw. enden mit Auslassungspunkten und angefangenen bzw. nicht vollendeten Sätzen. Im achten Kapitel wechselt die Erzählperspektive von der dritten zur ersten Person (Maljanow).
Wichtiger als eine Erklärung sind den Strugazkis die unterschiedlichen Reaktionen der Wissenschaftler angesichts der anonymen übermächtigen Bedrohung. Erik Simon zählt den Roman zu den philosophischen Romanen der Strugazkis.

## Verfilmung
Der Film Tage der Finsternis von Alexander Nikolajewitsch Sokurow basiert auf dem Roman der Strugazkis.

## Nachweise
1. ↑  Strugazki-Bibliographie (deutsche Ausgaben)
2. ↑  Eine Milliarde Jahre vor dem Weltuntergang, S. 96, Suhrkamp, 1986, ISBN 3-518-37838-4
3. ↑  Erik Simon: Werkführer (Memento des Originals vom 22. März 2016 im Internet Archive)  Info: Der Archivlink wurde automatisch eingesetzt und noch nicht geprüft. Bitte prüfe Original- und Archivlink gemäß Anleitung und entferne dann diesen Hinweis.
4. ↑  Tage der Finsternis bei IMDb